# 瑞安·怀特 (游泳运动员)
瑞安·伊丽莎白·怀特（英語：Rhyan Elizabeth White，2000年1月25日—）生于犹他州桑迪，是一名美国女子游泳运动员，主攻仰泳。她在赫里曼长大，高中毕业于数学、工程学和科学学院（Academy for Math, Engineering, and Science）。2018年进入阿拉巴马大学，并开始代表该校校队参加校际比赛。同年10月，她参加第三届夏季青奥，在女子100米仰泳项目上收获一枚铜牌。